# Opamyrma hungvuong
Opamyrma hungvuong Yamane, Bui & Eguchi, 2008 è una formica della sottofamiglia Leptanillinae, endemica del Vietnam. È l'unica specie del genere Opamyrma.